# Hanbruch
Hanbruch ist ein Stadtteil von Aachen und umfasst eine Fläche von 239 Hektar, in dem im Dezember 2022 rund 3700 Einwohner lebten. Er ist zugleich der 17. statistische Bezirk des Aachener Stadtbezirks Aachen-Mitte. Hanbruch gliedert sich in das ursprüngliche Siedlungsgebiet Hasselholz und Hanbrucher Straße auf der östlichen Seite des Amsterdamer Rings und in die in den 1960er Jahren entstandene Siedlung Kronenberg auf dessen westlichen Seite.

## Lage
Der Ortsteil Hanbruch liegt im Südwesten des Stadtgebiets von Aachen und gehört noch komplett zu Aachen-Mitte. Nach Westen und Nordwesten schließt sich der Stadtteil Vaalserquartier an, nördlich der statistische Bezirk Westpark und östlich der statistische Bezirk Hangeweiher. Der südliche Ausläufer von Hanbruch ist durch den „Friedrichswald“, einen Teil des Aachener Waldes, geprägt und grenzt an die dort verlaufende grüne Grenze zu Belgien.

## Geschichte
Der Adelssitz „Großer Hanbruch“ oder „Gut Hanbruch“ wird 1409 erstmals erwähnt, 1814 erfolgte ein Neubau des Gutes. Auf dem Gebiet von Hanbruch liegen ferner das Gut Hasselholz und der Bio-Bauernhof „Maria Haus“, eine Außenstelle des Alexianer-Krankenhauses, auf dem zum einen Lebensmittel für das Krankenhaus erzeugt werden und zum anderen die psychiatrischen Patienten des Krankenhauses therapeutisch arbeiten können.

### Siedlung Kronenberg
Heute wird Hanbruch oft synonym mit der Neubausiedlung Kronenberg wahrgenommen. Der Bau dieser Siedlung begann 1962. Man strebte dort an, keine anonyme Trabantensiedlung zu errichten, sondern es sollte eine gesunde soziale Mischung entstehen. Neben 790 Mietwohnungen, die von der gewoge, einer gemeinnützigen Wohnungsgesellschaft, errichtet wurden, entstanden etwa 180 Reihenhäuser und rund 140 Einfamilienhäuser. Zur Versorgung entstand entlang der Straße Kronenberg eine Einkaufsstraße, in der Einzelhandelsgeschäfte, aber auch Restaurants und Gastronomie angesiedelt wurden.
Über Aachen hinaus bekannt wurde die 1964 fertiggestellte Kirche St. Hubertus, im Volksmund wegen ihrer markanten Form „Backenzahn“ oder „St. Backenzahn“ genannt, die nach einem Entwurf des Architekten Gottfried Böhm errichtet wurde.
Im Zuge der Neubausiedlung Hanbruch wurde dort die 4. Aachener Schwimmhalle, auch „Westhalle“ genannt, erbaut, die zum Landesleistungszentrum des SV Neptun Aachen 1910 für Kunst- und Turmspringen ausgebaut und seit 2008 in „Ulla-Klinger-Halle“ umbenannt wurde, im Gedenken an die langjährige Leistungstrainerin Ursula Klinger.

## Ortscharakteristik
Von der Aufteilung her ist Hanbruch zweigeteilt. Die Siedlung Kronenberg aus den 1960er Jahren auf der westlichen Seite des Amsterdamer Rings und die älteren Teile mit der Siedlung Hasselholz, rechts und links des Johannisbachtals mit der Pottenmühle und der Junkersmühle und der Umgebung der Hanbrucher Straße auf der östlichen. Der Amsterdamer Ring kann nur an der Kreuzung Hanbrucher Straße/Kronenberg mit dem Amsterdamer Ring mit Ampelschutz gequert werden.

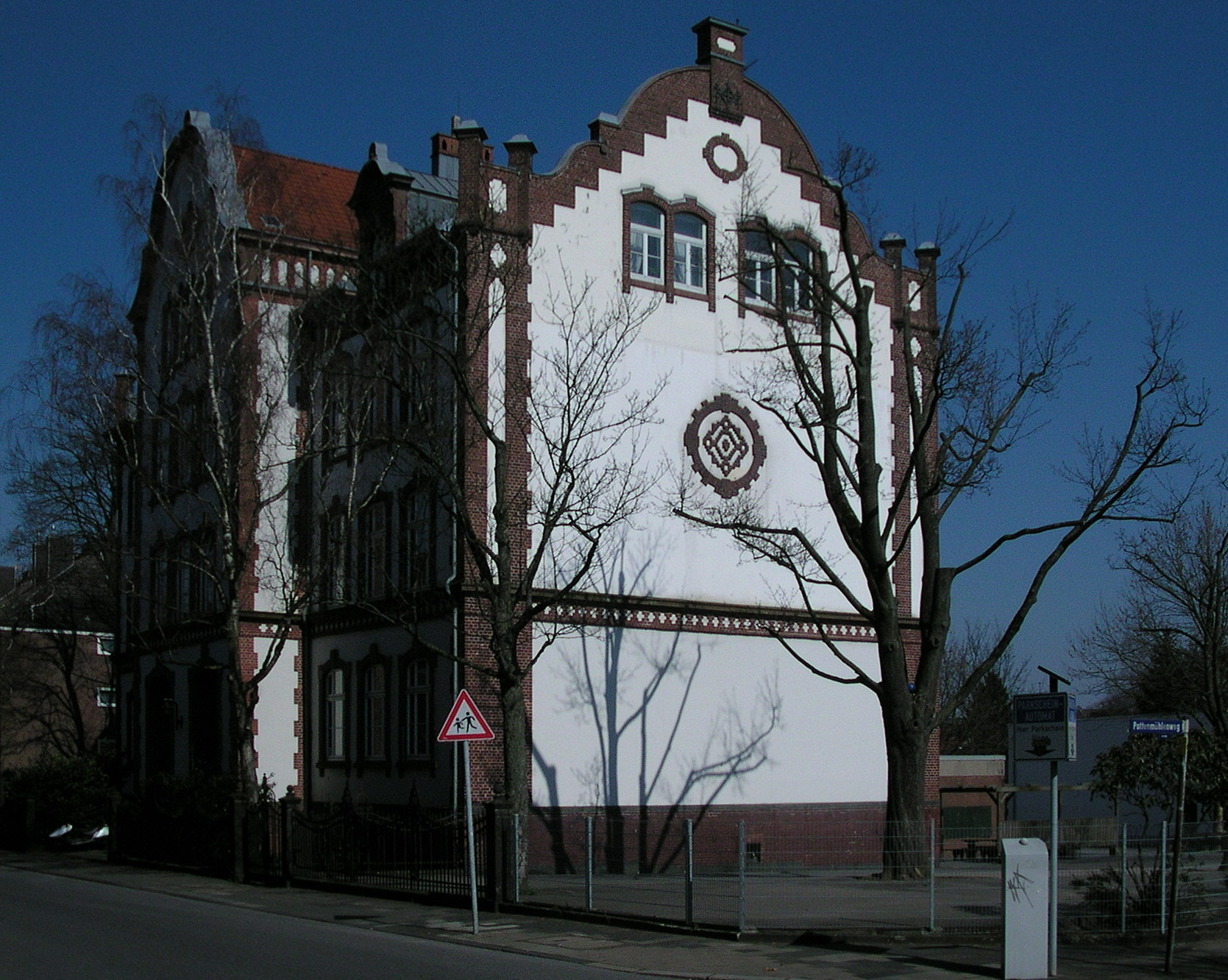
Alte Grundschule Hanbruch
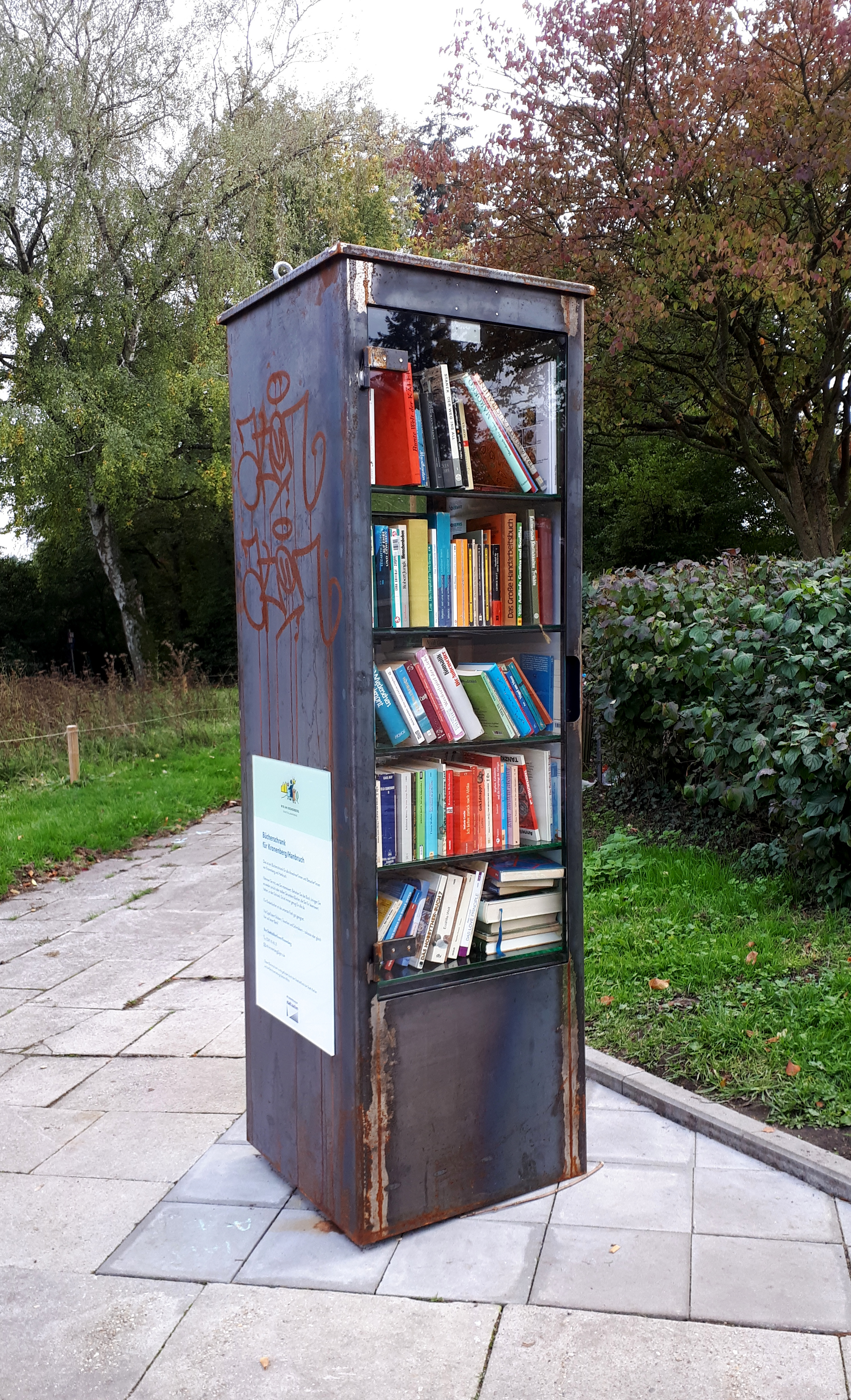
Bücher-Schrank
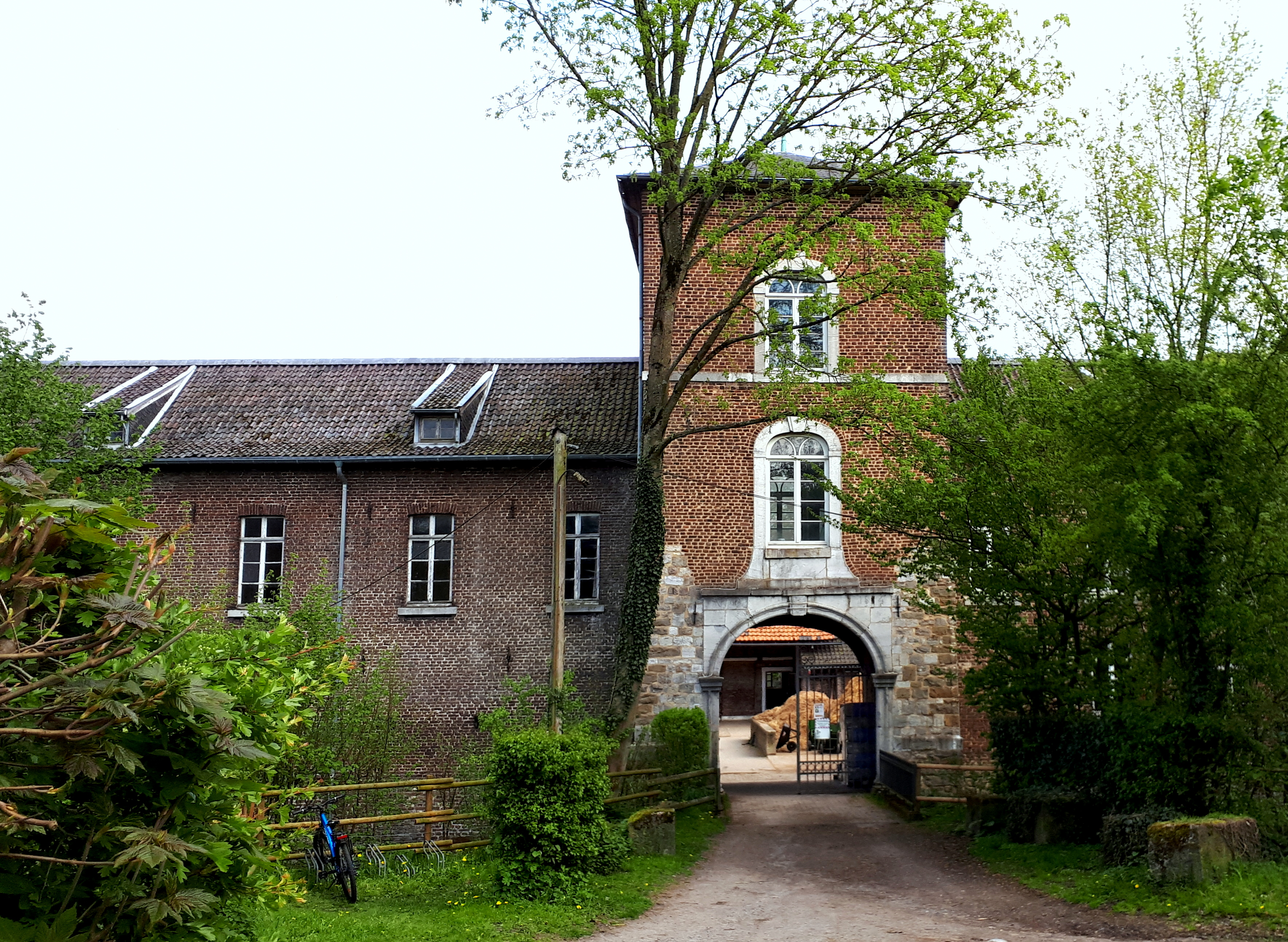
Gut Hanbruch
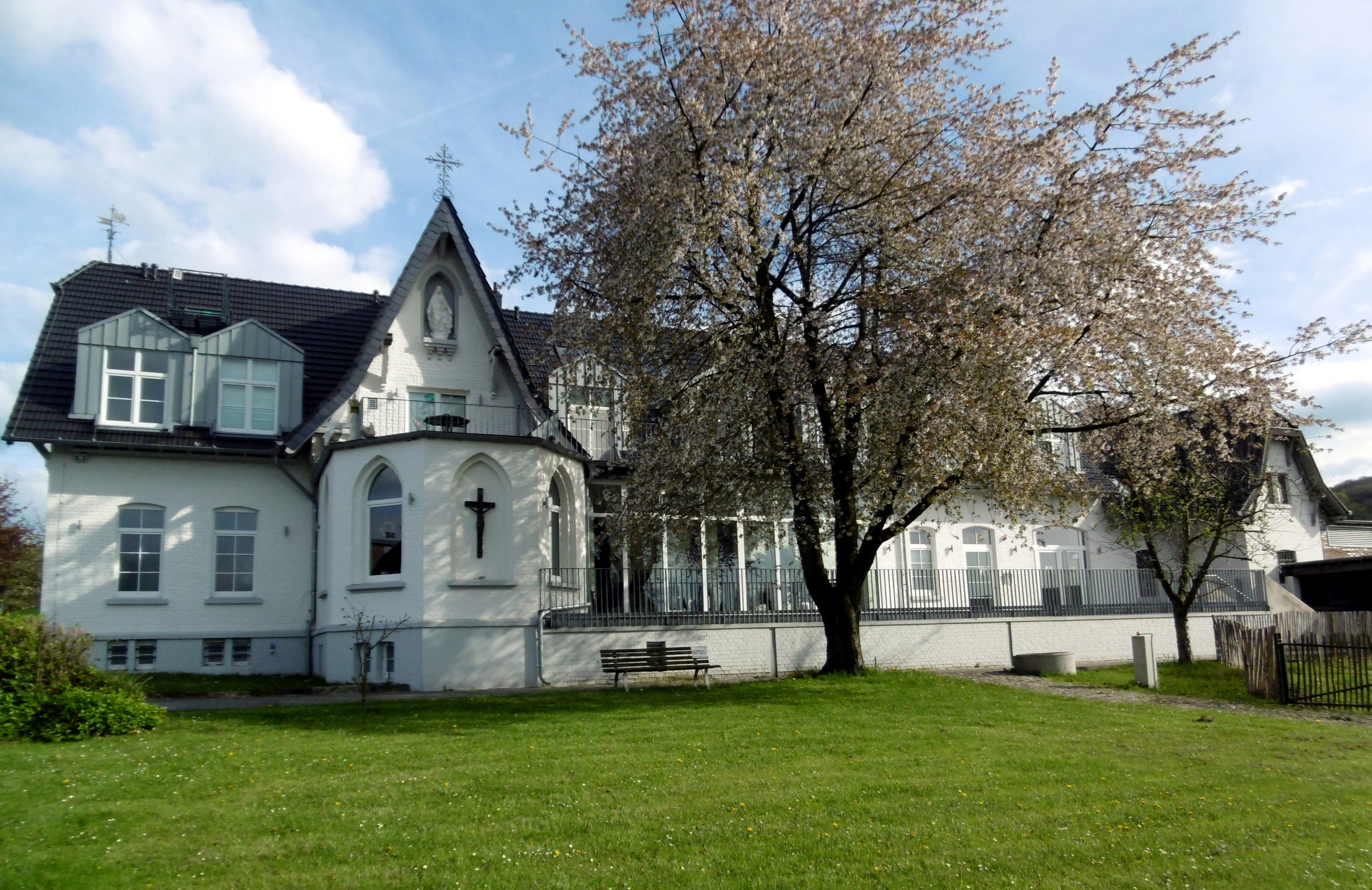
Biohof Maria Haus
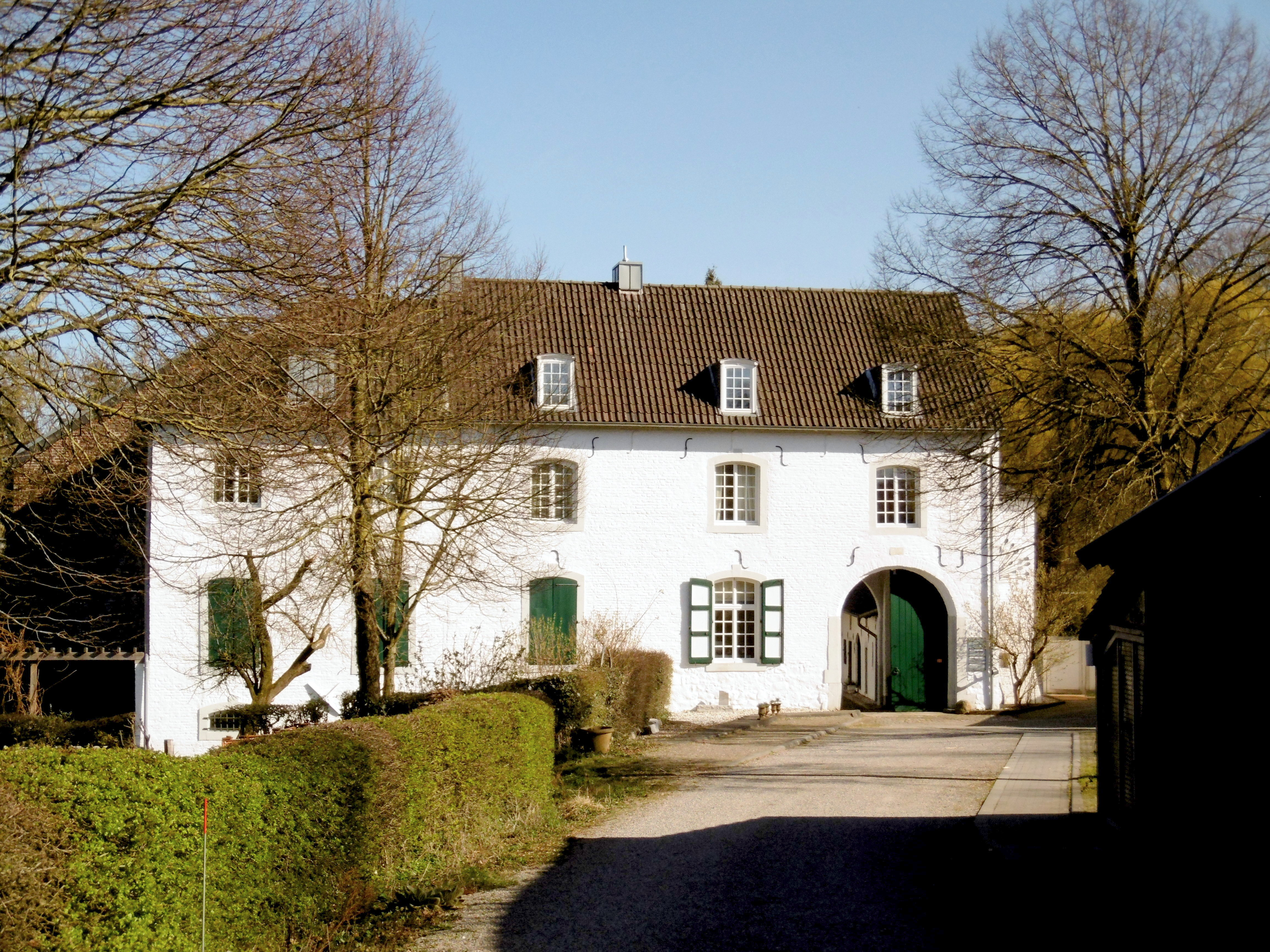
Gut Hasselholz
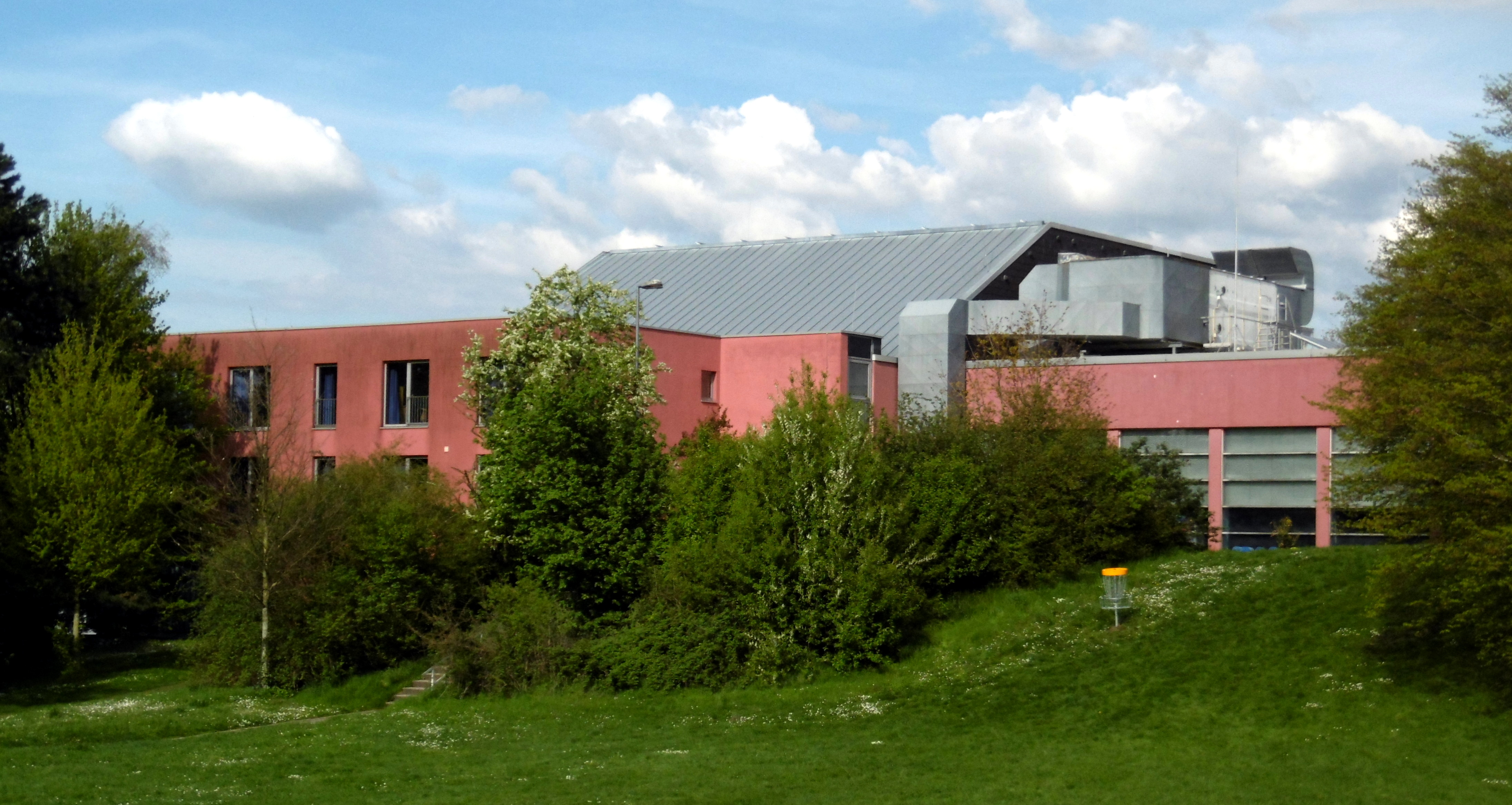
Schwimmhalle West
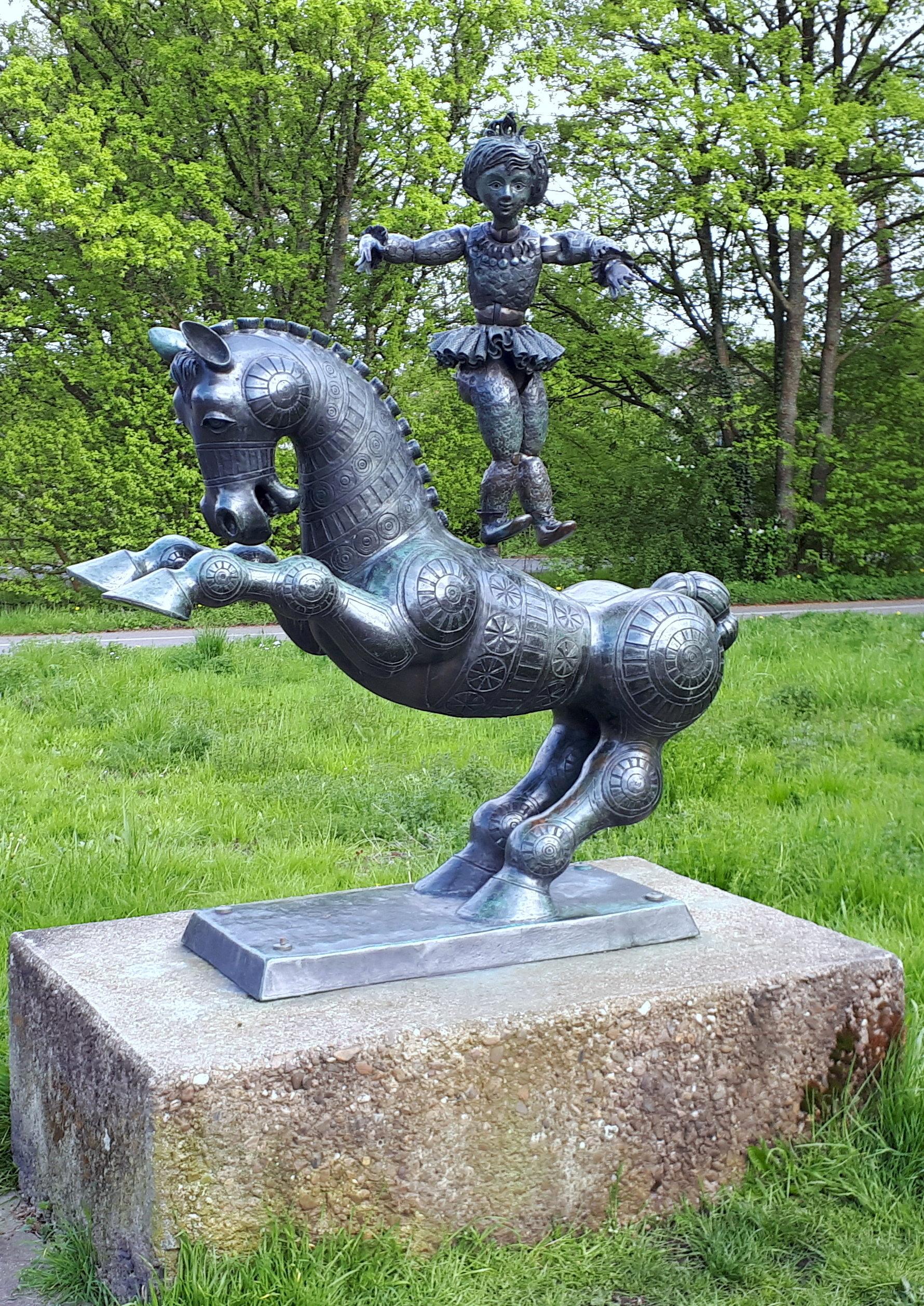
Bronzeskulptur von Bonifatius Stirnberg

## Verkehr
Mit dem Auto ist Hanbruch über die Vaalser Straße und die Lütticher Straße über Amsterdamer Ring gut erreichbar. Mit Zügen ist Hanbruch nur bedingt zu erreichen, vom Haltepunkt Aachen Schanz können die Teile um den Johannisbach nach einigen Minuten Fußweg erreicht werden, die Siedlung Kronenberg liegt rund 2 km davon entfernt. So beschränkt sich der ÖPNV weitestgehend auf Busverbindungen.
| Linie | Verlauf |
| ----- | --- |
| 3 A/B | Ringlinie: Uniklinik – Westfriedhof – Schanz – Luisenhospital – Misereor – Aachen Hbf – Kaiserplatz – Eurogress – Ehrenmal/Lousberg – Ponttor – Westbahnhof – Campus Melaten – Uniklinik                                                                                               |
| 4     | (Uniklinik – Westfriedhof – / Weststraße –) Hanbruch – Preusweg – Franziskushospital – Jüdischer Friedhof – Schanz – Markt – Aachen Bushof – Kaiserplatz |
| 5     | Uniklinik – Westfriedhof – Schanz – Elisenbrunnen – Aachen Bushof – Kaiserplatz – Josefskirche – Bf Rothe Erde – Forst – Driescher Hof – Brand Schulzentrum – Brand |
| 25    | Vaals (NL) – Vaalserquartier (D) – Westfriedhof – Schanz – Elisenbrunnen – Aachen Bushof – Kaiserplatz – Bf Rothe Erde – Forst – Brand – Freund – Büsbach – Stolberg Altstadt – Stolberg Mühlener Bf (– Atsch Dreieck)                                                                 |
| 30    | (Vaals (NL) – Vaalserquartier (D) – Westfriedhof –) Ronheider Weg – Burtscheid – Beverau – Forst Adenauerallee – Fringsgraben – Hüls – ASEAG – Prager Ring (– Haaren) – Eulershof (– Alter Tivoli – Ehrenmal/Lousberg – Ponttor – Westbahnhof – Süsterau – Campus Melaten – Uniklinik) |
| 35    | Vaals Grenze – Vaalserquartier – Westfriedhof – Schanz – Elisenbrunnen – Aachen Bushof – Kaiserplatz – Bf Rothe Erde – Forst – Brand – Kornelimünster – Walheim – Hahn – Breinig |
| 43    | (Richterich Schönau /) Laurensberg Rahe – Laurensberg – Westbahnhof – Ponttor – Aachen Bushof – Elisenbrunnen – Preusweg – Hanbruch – Uniklinik |
| 45    | Uniklinik – Kullen – Westfriedhof – Schanz – Elisenbrunnen – Aachen Bushof – Kaiserplatz – Bf Rothe Erde – Forst – Driescher Hof – Brand Schulzentrum (– Brand) |
| 55    | Vaals Grenze – Vaalserquartier – Westfriedhof – Schanz – Elisenbrunnen – Aachen Bushof – Kaiserplatz – Bf Rothe Erde – Forst – Brand – Kornelimünster – Schleckheim – Oberforstbach / Oberforstbach Gewerbegebiet – Lichtenbusch                                                       |
| N7    | Nachtexpress: nur in den Nächten vor Samstagen sowie Sonn- und Feiertagen (Aachen Bushof →) Elisenbrunnen – Karlsgraben – Schanz – Hanbruch – Kronenberg – Preusweg – (Preuswald →) Bildchen Grenze (D) – Kelmis (B)                                                                   |